# Bascha Mika
Barbara "Bascha" Mika (née le 17 janvier 1954 à Komprachcice) est une journaliste et une publiciste allemande. Elle a été rédactrice en chef du TAZ de 1998 à 2009  et de la Frankfurter Rundschau de 2014 à 2020.

## Biographie
Bascha Mika est née en 1954 à Komprachcice, un village près d'Opole en République populaire de Pologne. En 1959, sa famille déménage à Aix- la-Chapelle.
Après un apprentissage dans une banque, elle passe son baccalauréat. Elle a étudié la philosophie, l'allemand et l'ethnologie à Bonn et Marburg. Pendant ses études, elle travaille comme pigiste pour la radio et divers journaux avant de devenir journaliste professionnelle.
En 1988, elle occupe un poste permanent au service de l'information du Taz, dont elle devient membre de la rédaction en 1998 et puis unique rédactrice en chef en 1999. Mika quitte le journal à la mi-juillet 2009,.
À partir du 1er avril 2014 elle devient la rédactrice en chef du Frankfurter Rundschau et en assure la co-direction avec son collègue Arnd Festerling. Le 1er mars 2019 Arnd Festerling est remplacé par Thomas Kaspar . Le 31 mars 2020, elle quitte le tabloïd.

## Responsabilités
La journaliste siège ou a siégé au conseil d'administration de diverses organisations professionnelles : de 2003 à 2009, elle est membre de l'Autorité des médias de Berlin-Brandebourg, elle siège également au conseil d'administration du Réseau des journalistes . En janvier 2018, elle est nommée au conseil d'administration du prix de la paix de la librairie allemande . Enfin, elle siège également au conseil d'administration de la Fondation Taz Panter . 

## Récompenses
- 1994 : Prix de la journaliste Emma
- 2012 : Prix Luise Büchner de journalisme
- 2019 : Prix de la journaliste de Hesse pour l'ensemble de son travail à ce jour
- 2020: Medium Magazine - Prix pour l'ensemble de ses réalisations

## Œuvres et publications
- (de) Bascha Mika, Alice Schwarzer: eine kritische Biographie, Rowohlt, 1998 (ISBN 978-3-498-04390-2, présentation en ligne).
- (de) Bascha Mika, Mutprobe Frauen und das höllische Spiel mit dem Älterwerden, 2014 (ISBN 978-3-570-10170-4 et 3-570-10170-3, OCLC 869895392).